# Cylindromyia dorsalis
Cylindromyia dorsalis är en tvåvingeart som beskrevs av Christian Rudolph Wilhelm Wiedemann 1830. Cylindromyia dorsalis ingår i släktet Cylindromyia och familjen parasitflugor. Inga underarter finns listade i Catalogue of Life.